# PaloSanto (álbum de NIA)
Palo Santo (estilizado como PaloSanto) es el Álbum de estudio debut de la cantante española NIA, lanzado el 6 de octubre de 2023 a través del sello discográfico Must! Producciones. El álbum cuenta 3 interludios y quince canciones, once de ellas publicadas como sencillos. Hay siete colaboraciones en el álbum, con Celia Cruz, Antonio Carmona, María Peláe, Nyno Vargas, Rocco Hunt, Lennis Rodríguez, El Taiger, DJ Conds y Daniel, Me Estás Matando
El álbum fue nominado a dos premios ACAMUS.

## Antecedentes
Tras el lanzamiento de Cuídate en 2021, la cantante sigue sacando música. El 9 de diciembre, NIA lanza la colaboración junto a Nyno Vargas llamada «Me Muero de Risa»
El 18 de noviembre de 2022, lanzó «Candela» junto a Rocco Hunt y Lennis Rodríguez. El 23 de diciembre de 2022, lanzó «Caminito de Lamento» 
El 23 de junio de 2023, lanzó «Carrusel» junto a Daniel, Me Estás Matando. El 11 de agosto de 2023, lanzó «Sabor Guajiro» junto a El Taiger y DJ Conds. El 25 de agosto de 2023, lanzó «PaloSanto». El 8 de septiembre de 2023, lanzó «Me Sientas Bien» junto a María Peláe
El 22 de septiembre de 2023, lanzó «Brujería» junto a Antonio Carmona. El 4 de octubre de 2023, NIA publica el videoclip de «Viernes 13», producida por Alean Imbert. El 5 de octubre de 2023, NIA publica el videoclip de «La Puerta», un bolero producido por Maximiliano Calvo y Menend
El 6 de octubre de 2023, finalmente la cantante lanzó su Álbum de estudio «PaloSanto». 

### Reedición
En mayo de 2024, anuncia la reedición de PaloSanto a la par que estrena Lágrimas negras junto a Celia Cruz. El 24 de mayo estrena la reedición con tres tracks nuevos La Cuerda Floja, Buscando Tu Libertad y Lágrimas negras junto a Celia Cruz dando así por finalizado el álbum.

### Festival Internacional de la Canción de Viña del Mar
En diciembre de 2024, se anuncia la  participación de NIA representando a España en el Festival Internacional de la Canción de Viña del Mar con la canción Caminito de Lamento incluida en PaloSanto. Finalmente, NIA termina ganando la Gaviota de plata a la mejor interpretación internacional en el Festival Internacional de la Canción de Viña del Mar

## Composición
PaloSanto es un ejercicio de autodescubrimiento con el álbum mezclando y cambiando entre varios estilos. Musicalmente, PaloSanto es un álbum de Salsa que juega con el Pop Latino, la Música tropical, el Cubatón, el Bolero y la Rumba.

## Rendimiento comercial

### España
PaloSanto debutó en el número 13 en la lista Top 100 álbumes. El Vinilo de PaloSanto también debutó en el puesto 15 de los vinilos más vendidos de la semana. Durante siete semanas, PaloSanto se mantuvo dentro de los álbumes y vinilos más vendidos del país. Su canción Brujería junto a Antonio Carmona se posicionó dentro de la lista de canciones más radiadas de España en la semana del 18 al 24 de noviembre.
El 22 de marzo, PaloSanto fue nominado a un premio ACAMUS a Mejor Diseño de Álbum en los Premios de la Academia de Música 2024
Su canción Me Sientas Bien junto a María Peláe se posicionó dentro de la lista de canciones más radiadas de España en la semana del 04 al 10 de mayo.

## Lista de canciones
| PaloSanto |                                                   | |                               |          |  |
| N.º       | Título                                            | Escritor(es) | Productor(es)                 | Duración |  |
| 1.        | «Intro»                                           | NIA, Dangelo Ortega, Ricky Furiati                                                                                                 | Dangelo Ortega, Ricky Furiati | 0:21     |  |
| 2.        | «Caminito de Lamento»                             | NIA, Dangelo Ortega, Ricky Furiati, Yobi Zúñiga                                                                                    | Alba Reig                     | 2:57     |  |
| 3.        | «Brujería» (junto a Antonio Carmona)              | NIA, Juan Cristobal Mancheño, Óscar Barrul, Jairo Salazar Montoya, Pedro Elipe, Carlos Montserrat Ruíz                             | Cristobal Mancheño            | 2:50     |  |
| 4.        | «Lágrimas Negras» (junto a Celia Cruz)            | Miguel Matamoros | Óscar Gómez                   | 3:56     |  |
| 5.        | «PaloSanto»                                       | NIA, Dangelo Ortega, Ricky Furiati, Yoby Zúñiga                                                                                    | Alean Imbert                  | 3:12     |  |
| 6.        | «Carrusel» (junto a Daniel, Me Estás Matando)     | NIA, Yoby Zúñiga, Luis Frochoso, Juanjo Martín, Daniel Zepeda                                                                      | Roy Borland                   | 2:54     |  |
| 7.        | «La Cuerda Floja»                                 | NIA, Dangelo Ortega, Ricky Furiati                                                                                                 | Alean Imbert                  | 2:33     |  |
| 8.        | «Me Sientas Bien» (junto a María Peláe)           | Alba Reig, María Peláe | Alba Reig                     | 3:29     |  |
| 9.        | «Sabor Guajiro» (junto a El Taiger y DJ Conds)    | NIA, José Manuel Carvajal, David Augustave, Javier Conde, Yobi Zúñiga, Alexis Marcelo Pucachaqui Cruz, Bruno Nicolás Fernandez     | DJ Conds                      | 2:44     |  |
| 10.       | «Interludio I»                                    | NIA, Dangelo Ortega, Ricky Furiati                                                                                                 | Dangelo Ortega, Ricky Furiati | 0:16     |  |
| 11.       | «Viernes 13»                                      | NIA, Dangelo Ortega, Ricky Furiati                                                                                                 | Alean Imbert                  | 3:30     |  |
| 12.       | «Me Muero de Risa» (junto a Nyno Vargas)          | NIA, Nyno Vargas, Pablo Rouss, Roy Borland                                                                                         | Pablo Rouss, Roy Borland      | 2:47     |  |
| 13.       | «Mucho Con Demasiao»                              | NIA, Dangelo Ortega, Ricky Furiati, Robert Evans                                                                                   | DJ Conds                      | 2:45     |  |
| 14.       | «La Puerta»                                       | NIA, Manel Navarro, Maximiliano Calvo, Javier Toledo Menéndez                                                                      | Maximiliano Calvo, Menend     | 3:06     |  |
| 15.       | «Candela» (junto a Rocco Hunt y Lennis Rodríguez) | NIA, Rocco Hunt, Arichuna Afur Méndez, Bruno Nicolás Fernández, David Alfonso Muso, Jorlennis Esther Guzmán Rodríguez, Yobi Zúñiga | Dabruk                        | 2:53     |  |
| 16.       | «Buscando Tu Libertad»                            | Óscar Gómez | Óscar Gómez                   | 2:28     |  |
| 17.       | «Interludio II»                                   | NIA, Dangelo Ortega, Ricky Furiati                                                                                                 | Dangelo Ortega, Ricky Furiati | 0:28     |  |
| 18.       | «7 Nudos»                                         | NIA, Dangelo Ortega, Ricky Furiati, Sergio Rivero, Robert Evans                                                                    | Alean Imbert                  | 2:56     |  |
| 46:13     |                                                   | |                               |          |  |

## Posicionamiento en listas

### Listas semanales
| Lista (2023)        | Mejor posición |
| ------------------- | -------------- |
| España (PROMUSICAE) | 13             |

## Historial de lanzamiento
| Región | Fecha                | Formato                      | Discográfica       | Ref. |
| ------ | -------------------- | ---------------------------- | ------------------ | ---- |
| Global | 6 de octubre de 2023 | Vinilo, CD, descarga digital | Must! Producciones |      |
| Global | 24 de mayo de 2024   | Descarga digital             | Must! Producciones |      |